# Filialkirche Tauchendorf

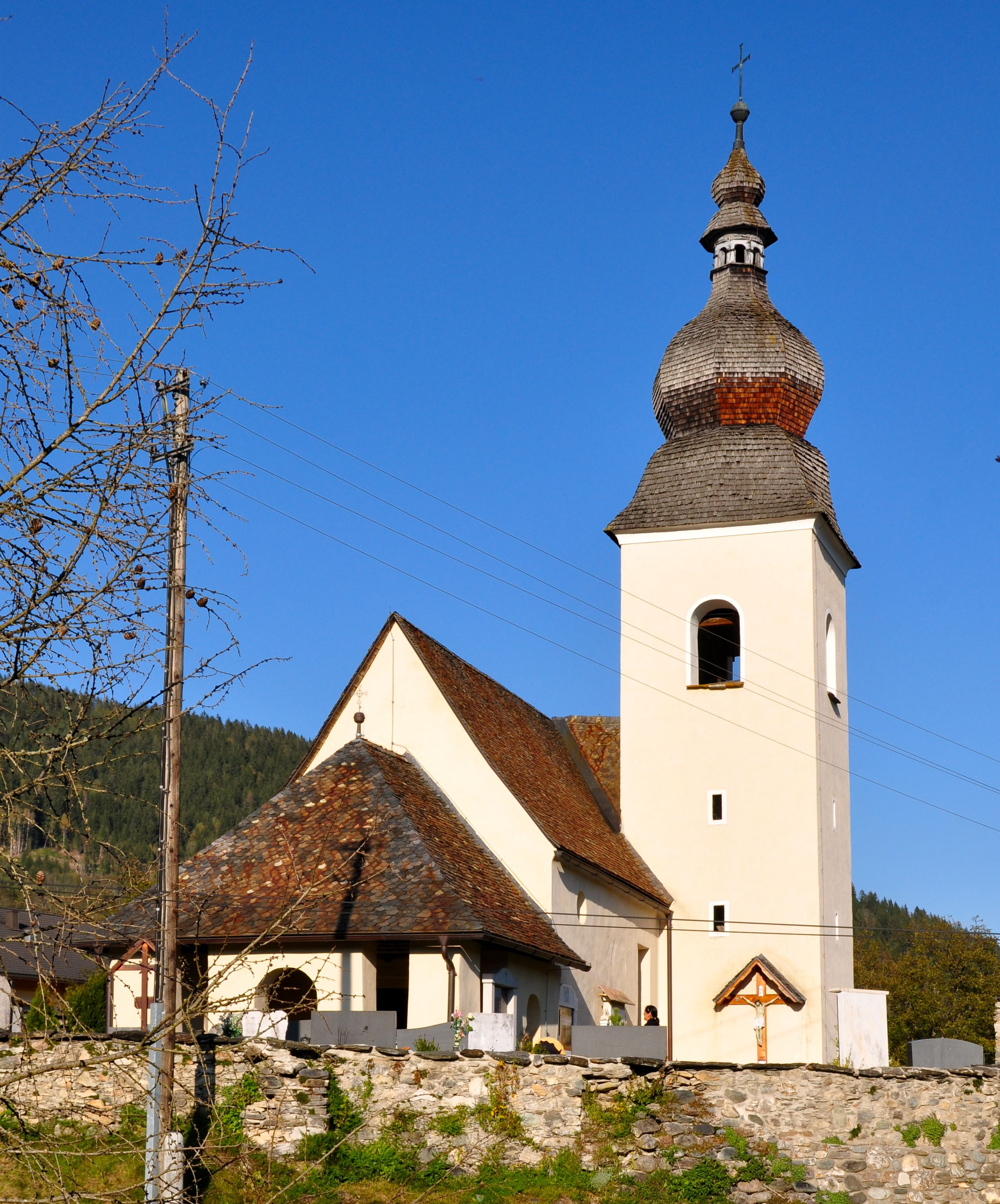

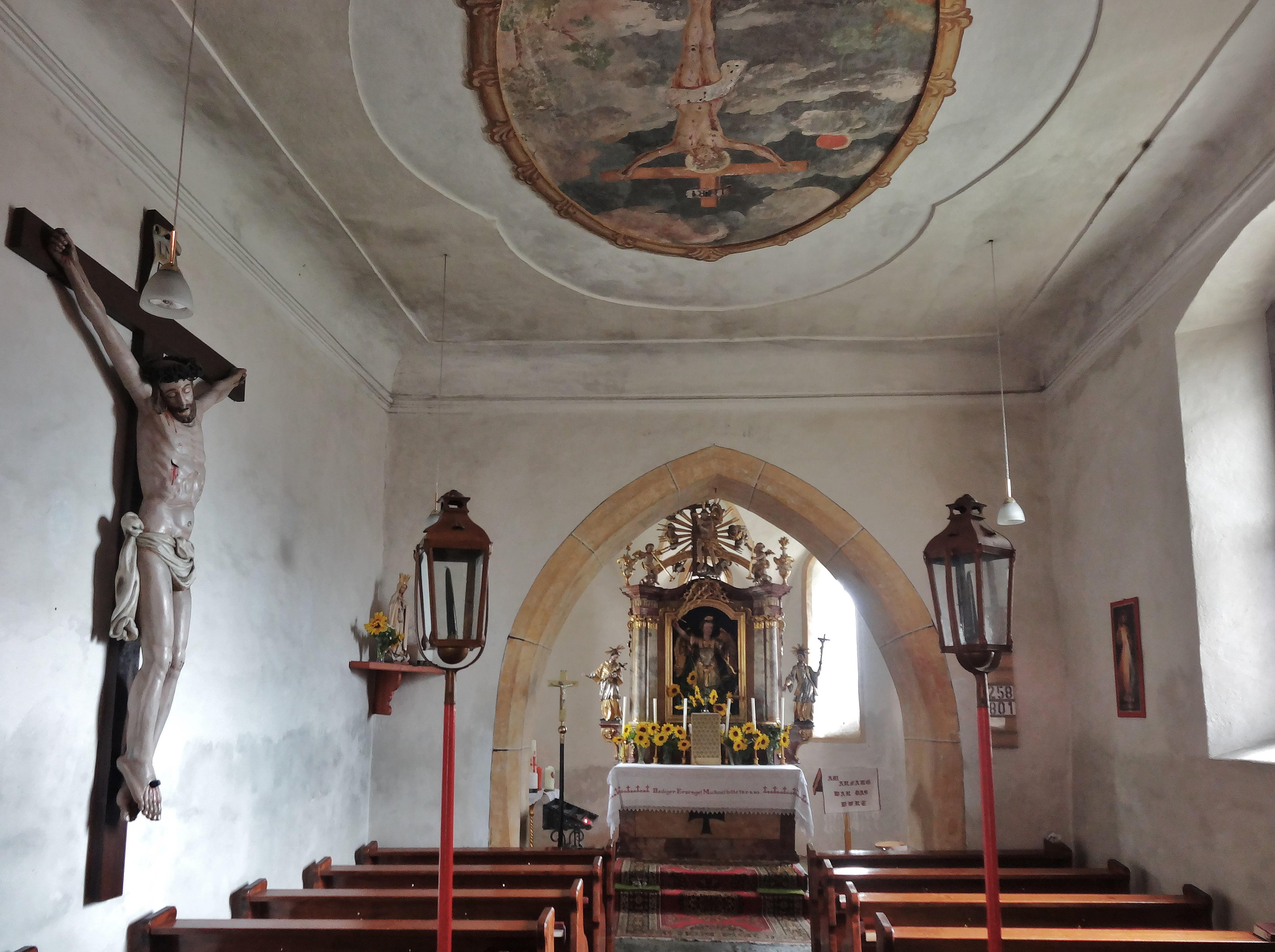
Innenansicht

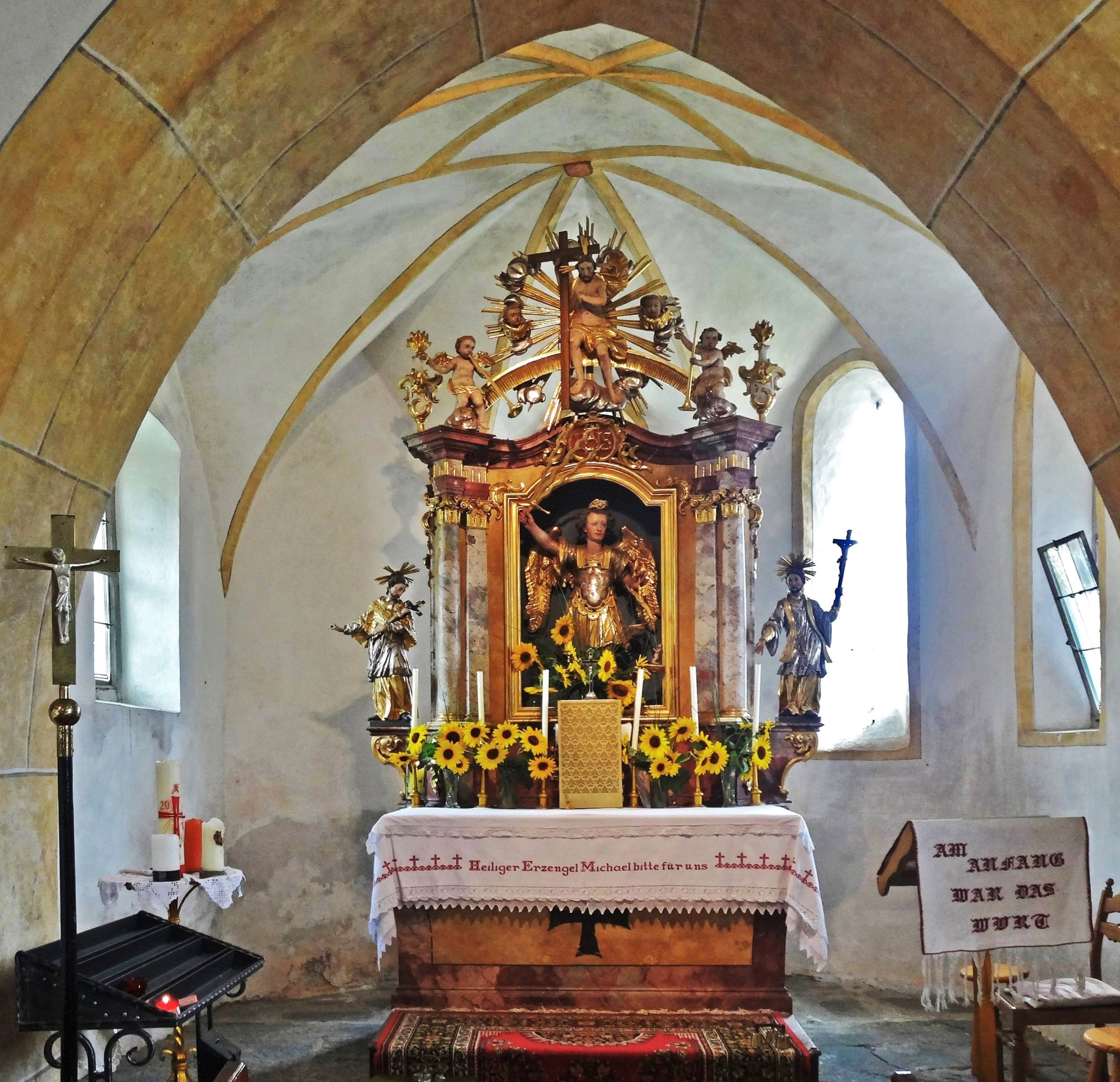
Der Hochaltar im Chor

Die Filialkirche Tauchendorf ist dem Erzengel Michael geweiht und gehört zur Pfarre Friedlach. Die Kirche in der Gemeinde Glanegg ist von einer geböschten und zum Teil abgetragenen Wehrmauer umgeben.

## Baubeschreibung
Das Langhaus besitzt ein im Kern romanisches Mauerwerk. Unter dem von zweistufigen Strebepfeilern gestützten gotischen Chor befindet sich ein Beinhaus mit einem von einem Mittelpfeiler gestützten Beinhaus. An der südlichen Chorwand haben sich Reste eines Christophorusfresko erhalten. Der später angebaute Südturm mit rundbogigen Fenstern wird von einem holzschindelgedeckten Zwiebelhelm bekrönt. Die gemauerte Vorhalle mit rundbogigen Eingängen an drei Seiten und dazwischen hochrechteckige Öffnungen stammt wohl aus dem 19. Jahrhundert. An der Langhauswestwand sind ein gemaltes Apostelkreuz und die Hand Gottes zu sehen. In der Vorhalle ist ein Bruchstück einer römerzeitlichen Grabinschrift für eine einheimische Familie eingemauert. Man betritt die Kirche durch ein Westportal mit geradem Sturz und eisenbeschlagener Tür.
Die Flachdecke im Langhaus ist mit einem Stuckmedaillon versehen. Das Deckengemälde darin vom Ende des 18. Jahrhunderts zeigt die Kreuzigung Christi. Ein spitzbogiger Triumphbogen verbindet das Langhaus und den netzrippengewölbten Chor mit Fünfachtelschluss. Die beiden östlichen Fenster stammen aus der Gotik, die anderen wurden barockisiert. Die südliche Sakristei ist kreuzgratgewölbt.  Die Weihekreuze (Apostelkreuze) an der Eingangswand entstanden im 15. Jahrhundert, die an der Südseite im 14. Jahrhundert.

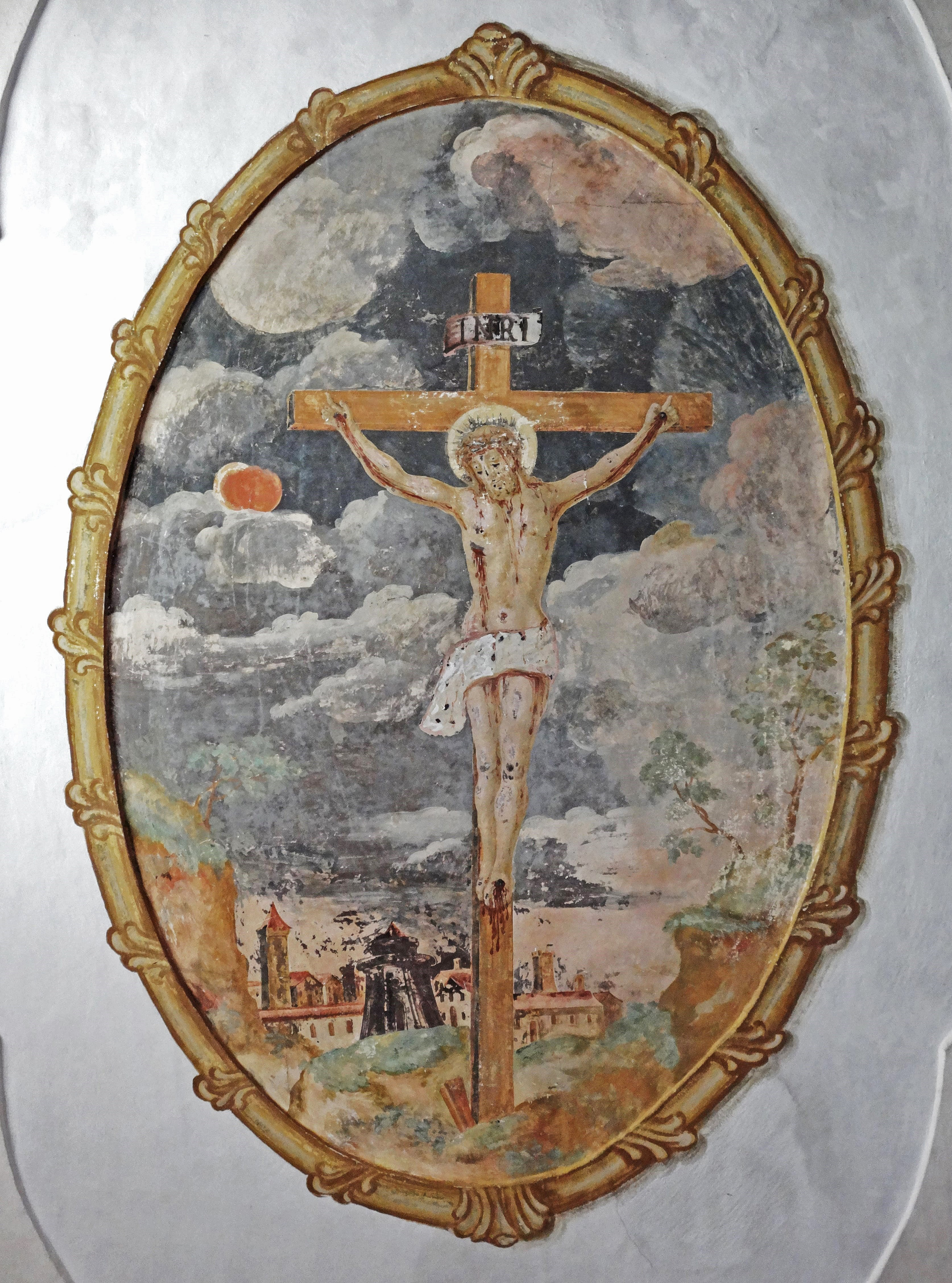
Das Deckengemälde im Stuckmedaillon
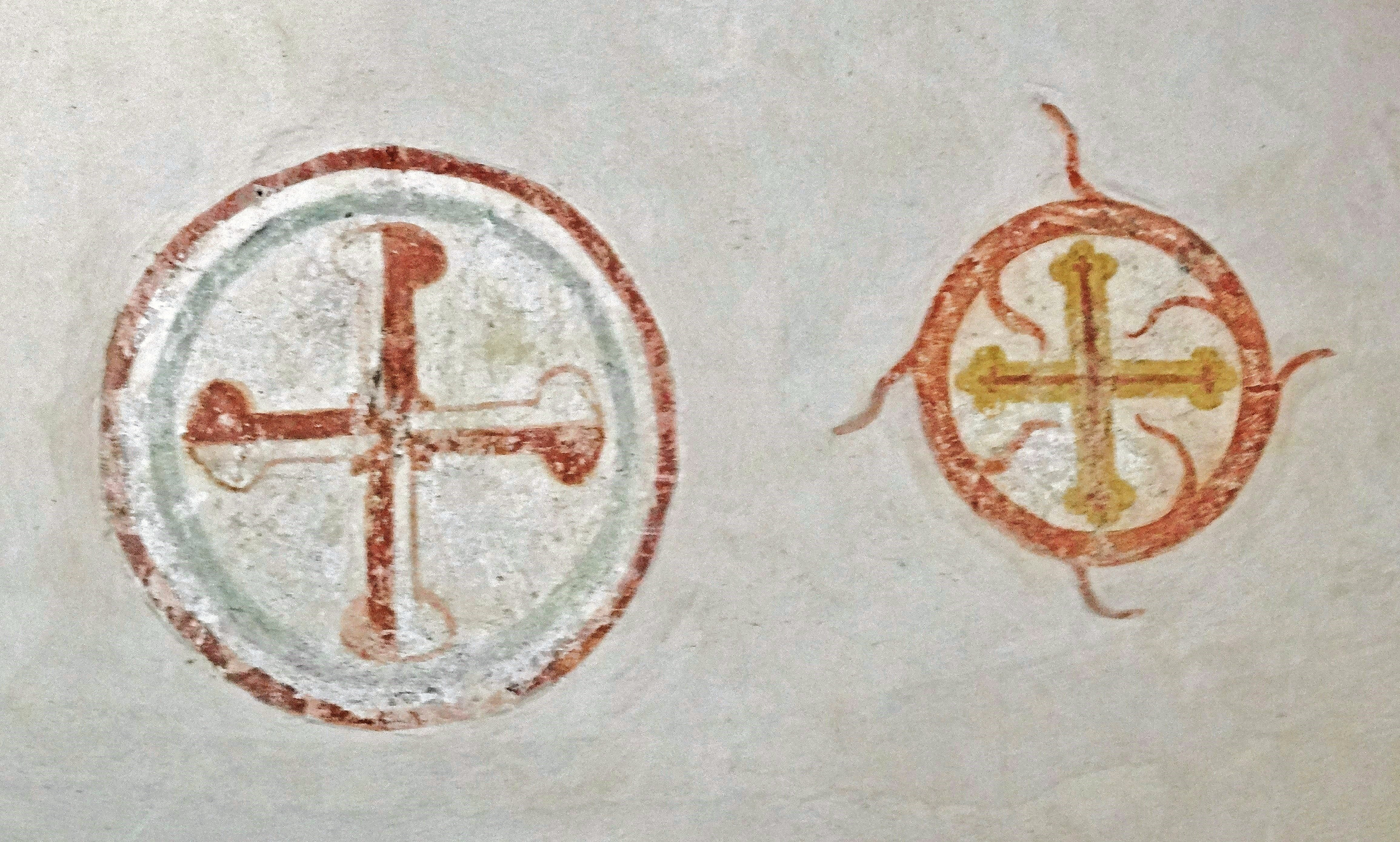
Weihekreuze an der Südwand des Langhauses

## Einrichtung
Der Hochaltar aus dem Rokoko mit Säulenarchitektur wurde 1776 von Franz Höcher gefasst. Der Mittelschrein birgt die Figur des Erzengels Michael mit dreiflammigem Schwert und Seelen-Waage. Seitlich stehen die Statuen der heiligen Johannes Nepomuk und Franz von Sales. Im Aufsatz ist Christus victor zu sehen. An der Nordwand des Hauptraumes hängt ein lebensgroßes Kruzifix.